# Xylaria rimulata
Xylaria rimulata är en svampart som beskrevs av Lloyd 1925. Xylaria rimulata ingår i släktet Xylaria och familjen kolkärnsvampar.   Inga underarter finns listade i Catalogue of Life.